# Южен поток
„Южен поток“ (на руски: Южный поток, по МЗА: [ˈjuʐnɨj pɐˈtok]) е неизпълнен международен проект за газопровод за превоз на природен газ от Русия през Южна Европа до Италия. Проектът се разглежда като конкурент на планирания газопровод „Набуко“.
Строителството започва през декември 2012 г., но предизвиква остри спорове, като в България – ключова страна по трасето – се превръща в символ на мащабната корупция в страната. След оттеглянето на България от проекта в началото на 2014 година, руският президент Владимир Путин обявява неговото окончателно прекратяване.

## История
На 14 ноември 2006 г. руският Газпром и италианската компания „Eni“ влизат в споразумение за стратегическо партньорство, даващо право на Газпром да доставя руски газ директно на италианския пазар, като се започне от 2007 г. По силата на споразумението съществуващите договори за доставките на руски газ за Италия са удължени до 2035 г. На 23 юни 2007 г. в Рим е подписан Меморандум за разбирателство за изпълнението на проекта „Южен поток“. Меморандумът определя областите на сътрудничество между двете компании при проектирането, финансирането, изграждането и управлението на газопровода. На 22 ноември 2007 г. Газпром и „Eni“ подписват в Москва споразумение за създаване на съвместна компания за провеждане на маркетингови проучвания и за техническата осъществимост на проекта. Предвижда се да се транспортират 63 млрд. m³ природен газ годишно.
На 18 януари 2008 г. България и Русия подписват междуправителствено споразумение за сътрудничество при изграждането на газопровода „Южен поток“ през територията на България. Споразумението е ратифицирано от българския парламент на 25 юли 2008 г. Компанията, която ще изгражда и управлява газопровода на българска територия, ще се регистрира в България и ще е с 50% участие на България. Между 250 и 400 млн. долара годишно може да печели България от транзитни такси (при пренос на 30 млрд. m³ годишно, а се предвижда разширяване на капацитета до 60 млрд. m³ г.) според източник от Министерството на икономиката и енергетиката.. Очаква се цената на газопровода да е между 7 – 10 млрд. евро.
Първото споразумение между Сърбия и Русия е подписано още преди обявяването на Южен поток. На 20 декември 2006 г. Газпром и сръбската държавна газова компания Сърбиягаз се договарят за извършване на проучване за изграждане на газопровод, започващ от България за Сърбия. На 25 януари 2008 г. Русия и Сърбия подписват споразумение за насочване на северната отсечка на Южен поток през Сърбия и да се създаде акционерно дружество за изграждането на сръбския участък на газопровода и голямо газохранилище близо до Банатски двор в Сърбия. В същия ден Русия и Унгария се договарят да създадат акционерно дружество с равни дялове за изграждане и експлоатация на унгарския участък от газопровода. На 29 април 2008 г. Русия и Гърция подписват междуправителствено споразумение за сътрудничество в строителството и експлоатацията на гръцкия участък от Южен поток.
На 15 май 2009 г. в Сочи, в присъствието на министър-председателя на Русия Владимир Путин и премиера на Италия Силвио Берлускони, газовите компании на Русия, Италия, България, Сърбия и Гърция подписват споразумение за изграждането на тръбопровода „Южен поток“. На 6 август 2009 г. Владимир Путин и министър-председателят на Турция Реджеп Тайип Ердоган в присъствието на Силвио Берлускони подписват протокол за маршрут на газопровода през турски териториални води. На 14 ноември 2009 г. след проведени преговори между словенския министър-председател Борут Пахор и Владимир Путин, в Москва е подписано споразумение от руския министър на енергетиката Сергей Шматко и словенския министър на икономиката Матей Лаховник за условията, при които част от газопровода ще преминава през Словения до Северна Италия. Според споразумението между двете страни по-рано през 2008 г., на 17 ноември 2009 г. руската Газпром и сръбската Сърбиягаз създават South Stream Serbia AG в Берн, Швейцария. Съвместната инженерингова компания ще подготви анализ за изпълнимостта на сръбския участък от проекта. Ако се постигне споразумение за инвестиции, новото дружество ще отговаря за проектирането, финансирането, изграждането и експлоатацията на газопровода в Сърбия.

### Развитие в България
На 13 ноември 2010 г., по време на посещението на руския премиер Владимир Путин в София, бе учредено съвместното дружество за „Южен поток“, което носи името „Южен поток България“ АД. Акционери в него са „Български енергиен холдинг“ ЕАД и „Газпром“, с по 50% от капитала, мястото на регистрация е България. Капиталът му е 15,6 млн. лева. Инвестиционното споразумение е подписано през 2012 г..
След проведена открита процедура в началото на февруари 2011 г. „Български енергиен холдинг“ ЕАД и ОАО „Газпром“ избират консорциума между украинската компания ОАО „ЮЖНИИГИПРОГАЗ“ и българското дружество „ГАЗТЕК БГ“ АД за изпълнител на прединвестиционното проучване за българския участък от проекта „Южен поток“. Изпълнителят следва да проучи техническата, правната, екологичната, финансовата и икономическата осъществимост на българския участък от газопровода „Южен поток“ с оглед обезпечаването доставките на природен газ за Централна и Южна Европа.
През август 2013 г. Висшият експертен екологичен съвет към Министерството на околната среда и водите одобрява участъка, през който ще премине тръбата.
Българският участък ще струва 4 милиарда евро. Стойността му е почти половината от общата сума, необходима за изграждането на целия сухопътен участък, тъй като в България трябва да се изгради и терминалът, който ще приема цялото количество природен газ за Европа и три компресорни станции. Българският енергиен холдинг ще финансира 15% от стойността чрез заем в размер на 620 млн. евро при лихва от 4,25%, който ще се връща за 22 години. 15% е делът на „Газпром“, а за останалите 70% ще бъде осигурен заем от руската страна при неясни параметри. От 2018 г., веднага след запълването на капацитета, българската страна ще получава дивидент от проекта в размер на 715 млн. лв. до 2035 г. Икономическият министър Драгомир Стойнев съобщава, че очакваните приходи (от транзитни такси) за периода 2013 – 2043 г. се равняват на приблизително 2,8 млрд. евро, които ще влязат в бюджета.
Официално началото на строителството при село Расово е дадено на 31 октомври 2013 г. „Стройтрансгаз консорциум“ е избран за изпълнител на проекта през пролетта на 2014 г. През юни строителството е спряно от премиера Пламен Орешарски до приключване на проверката на Европейската комисия. През август 2014 г. обаче са предприети стъпки за започване на строителството, включително е вписано спорно увеличение на капитала на проектната компания „Южен поток България“.

### Край на проекта
На 01.12.2014 г. след посещение на руския президент Владимир Путин в Турция и среща с Реджеп Тайип Ердоган, става ясно, че трасето на газопровода „Южен поток“ ще преминава през територията на Турция, а не на България, като проектът ще има друго наименование. Не отговаря на истината твърдението, че е взето решение проектът да не се реализира изобщо. На същата дата е подписан меморандум с турската корпорация Botas Petroleum Pipeline Corporation.

## Параметри на проекта

### Географски
Подводната част ще бъде дълга 900 km и ще стига до 2000 m дълбочина. Началото е в Анапа и преминава по дъното на Черно море до Варна (България). Според последния маршрут газопроводът ще свършва в Австрия, а не в Италия.

### Технически
През 2009 г.  и 2011 г. БАН извършва ОВОС по трасето в плитководието на българската морска акватория. Проучването на възможностите за реализация на офшорната част е проведено от „Сайпем“, дъщерно дружество на Eni. Планирането е направено от „Интексий“ (INTECSEA), дъщерно дружество на WorleyParsons. Гипроспетсгаз (Giprospetsgas), филиал на Газпром, е назначен като главен проектант. По офшорния газопровод се планира да преминат 63 млрд. кубични метра (2,2 трлн. кубични фута) природен газ годишно. Той ще има 4 паралелни линии с капацитет от 15,75 млрд. кубични метра (556 млрд. кубични фута) всяка. Офшорният газопровод ще използва тръби с диаметър от 32 инча (810 мм), предназначени за 27,73 мегапаскала работно налягане, а дебелината на стената на тръбата ще бъде 39 мм (1,5 инча). Първата линия трябва да бъде готова до края на 2015 г., втората и третата до края на 2016 г., а четвъртата до края на 2017 г. Офшорната част се очаква да струва 10 млрд. евро. 
Тръбопроводните части в България, Сърбия, Унгария и Словения ще са с капацитет от най-малко 10 млрд. кубични метра (350 млрд. куб. фута) годишно. Газопроводът, намиращ се на сушата, ще има 8 компресорни станции; очаква се да струва 6 млрд. евро.
Най-малко 2 съоръжения за съхранение на газ ще бъдат изградени, от които едното ще бъде подземно хранилище в Унгария с минимален капацитет от 1 млрд. куб. м (35 млрд. куб. фута), а другото – в Банатски двор, Сърбия с капацитет от 3,2 млрд. куб. м (110 млрд. куб. фута). Унгарската петролна и газова компания MOL Group е предложила празното си находище за природен газ в Pusztaföldvár като съоръжение за съхранение с капацитет от 9 млрд. куб. м (320 млрд. куб. фута). До 2009 г. британската Melrose Resources планира да превърне офшорната област Галата в България в съоръжение за съхранение на газ с първоначален капацитет от 1,7 млрд. куб. м (60 млрд. куб. фута). Има и твърдения, че газопроводът Южен поток ще бъде свързан със склада за газ Haidach, собственост на Wingas.

### Финансови
Проектът е на предполагаема стойност 16,5 млрд. евро и се очаква да приключи за по-малко от три години след одобрение от Европейския съюз. Той ще се финансира, притежава и управлява съвместно от „Газпром“ и „Ени“, а на транзитните страни ще бъдат предложени миноритарни дялове.
Част от разходите се извършва по линия на съвместното акционерно дружество „Южен поток България“. За 2014 г. в ГФО, одитиран от EY, са показани общо разходи за 4 882 000 лв., което е също така и оперативната загуба, защото дружеството няма приходи от продажба. След приспадане на финансовите разходи и прибавяне на финансовите приходи дружеството показва загуба преди данъци, която е и загуба за годината, в размер на 4 760 000 лв.

## Проектни компании
Тръбопроводът трябва да бъде построен и управляван от няколко проектни компании. Първоначално за изграждането и експлоатацията на офшорната част на „Южен поток“ са създадени две дружества, и двете намиращи се в Цуг, Швейцария, с акционерен капитал от CHF 100 000. Южен поток АД, съвместно предприятие между Газпром и Ени, е учредено на 18 януари 2008 г., а Южен поток транспорт АД, съвместно предприятие между Gazprom, Eni, Électricité de France и Wintershall е учредено на 3 октомври 2011 г. Управител на Южен поток транспорт АД е Марсел Крамер, бивш главен изпълнителен директор на компанията за транспортиране на газ Gasunie. Газпром притежава 50% от акциите на Южен поток транспорт АД, Eni – 20%, a Électricité de France и Wintershall притежават по 15%. През ноември 2012 г. е решено да се създаде South Stream B.V., настоящата проектна компания, в Амстердам. По-рано Eni е регистрирала компания в Амстердам под името South Stream BV, но през февруари 2012 г. се преименува на Eni JPDA 11 – 106 BV.
Българският участък от газопровода ще бъде построен и управляван от съвместно предприятие на Газпром и Булгаргаз, а сръбският участък от съвместно предприятие на Газпром и Сърбиягаз (Srbijagas). Унгарският участък ще бъде построен и управляван от съвместно дружество, в което равни дялове имат Газпром и държавната Унгарска банка за развитие (MFB), които ще закупят изготвеното предпроектно проучване на унгарския участък от SEP Co., съвместно предприятие между Газпром и MOL. Словенският участък ще бъде построен и управляван от съвместно дружество, в което равни дялове имат Газпром и Geoplin Plinovodi. За построяването на хърватския участък ще бъде създадена руско-хърватска компания, в която участието ще е 50%-50%.